# Emmanuella Samuel
Emmanuella Samuel (Port Harcourt, Nigeria; 22 de julio de 2010) es una actriz y comediante nigeriana conocida por sus vídeos graciosos hechos con Mark Angel, su primo.

## Biografía
Nació el 22 de julio de 2010. Su lugar de nacimiento es Port Harcourt, aunque su hogar natal se encuentra en el estado de Imo. La comediante de Emmanuella Samuel tiene un primo estrella: Mark Angel. Con su ayuda, ella entró en el centro de atención. Su popularidad comenzó justo después del vídeo gracioso «My real face».
En ese momento, su inteligencia y persistencia la ayudaron a aprender sus líneas sin problemas. A partir de 2015, comenzó a ganar varios premios por su actuación, entre ellos: Premio NEA; Premio City People; Premio Especial de Talento del Delta del Níger. Este joven comediante es actualmente uno de los niños famosos más famosos, no solo en Nigeria sino en todo el mundo. Como niña, logró ganar varios premios internacionales, como: Princesa de la Comedia (Australia); Prominent Kid Comedienne (Australia). Incluso fue recibida por CNN en noviembre de 2016. Según AustineMedia.com, Emmanuella gana 25 millones de nairas.
A pesar de la corta edad de Emmanuella, es una de las actrices más talentosas de Nollywood. Su popularidad la convierte en una de las comediantes jóvenes más influyentes, no solo en África sino en el mundo. Su persistencia y ambiciones son admiradas por muchos nigerianos.
Emmanuella participará con Disney para una película de princesas. La fecha de salida es desconocida.

- Datos: Q61640404
- Multimedia: Emmanuella Samuel / Q61640404